# Juradó (kommun)
Juradó är en kommun i Colombia.   Den ligger i departementet Chocó, i den nordvästra delen av landet, 500 km nordväst om huvudstaden Bogotá. Antalet invånare är 3 609.